# Ионообменная хроматография
Ионообменная хроматография — частный случай ионной хроматографии, позволяющий разделять ионы и полярные молекулы на основании зарядов разделяемых молекул.
Данный вид хроматографии позволяет разделить практически любые заряженные молекулы, в том числе: крупные — белки, малые—молекулы нуклеотидов и аминокислот. Часто ионообменную хроматографию используют как первый этап очистки белков.
Для проведения ионообменной хроматографии применяют синтетические полимеры, чаще всего на основе полистирола и полифенолов. Группировки, обуславливающие ионообменные процессы, чаще всего вводят в качестве заместителей в бензольное кольцо мономеров. Выпускаемые промышленностью ионообменные смолы имеют вид небольших полимерных шариков, которые перед использованием нужно замачивать в воде или другом элюенте. Набухание ионообменной смолы сопровождается увеличением доступности функциональных групп полимера за счёт раздвигания макромолекул молекулами элюента, как при пластификации полимера. Степень набухания ионообменной смолы регулируют как длиной макромолекул, так и степенью поперечной сшивки полимерной матрицы.

## Принцип ионообменной хроматографии
Ионообменная хроматография позволяет разделить молекулы, основываясь на ионных взаимодействиях. Неподвижная фаза имеет заряженные функциональные группы, которые взаимодействуют с анализируемыми ионизированными молекулами противоположного заряда. Этот вариант хроматографии классифицируется на два типа — катионную и анионную ионообменную хроматографию:
- Катионная ионообменная хроматография задерживает положительно заряженные катионы, так как неподвижная фаза имеет отрицательно заряженные функциональные группы, например, фосфат (PO43−).
- Анионная ионообменная хроматография задерживает отрицательно заряженные анионы, так как неподвижная фаза имеет положительно заряженные функциональные группы, например, +N(R)4.

## Хроматофокусирование
Хроматофокусирование (ХФ) — метод ионообменной хроматографии, основанный на элюировании с внутренним (создаваемым внутри колонки) градиентом рН. В настоящее время используют две техники формирования градиентов рН — «классическое» хроматофокусирование и индуцирование. ХФ обычно применяют для разделения биологических объектов — белков, пептидов, аминокислот, реже азокрасителей и других цвиттер-ионных соединений. В начале 1990-х П. Н. Нестеренко и А. В. Ивановым был предложен метод концентрирования и разделения переходных металлов на одной колонке с использованием техники хроматофокусирования. Традиционно для этих целей формируют нисходящие градиенты рН на анионообменных сорбентах.